# Constitution Avenue
Constitution Avenue (« avenue de la Constitution ») est une rue principale est-ouest de la ville de Washington, aux États-Unis.
L'avenue passe juste au sud de la Maison-Blanche et au nord du Washington Monument.

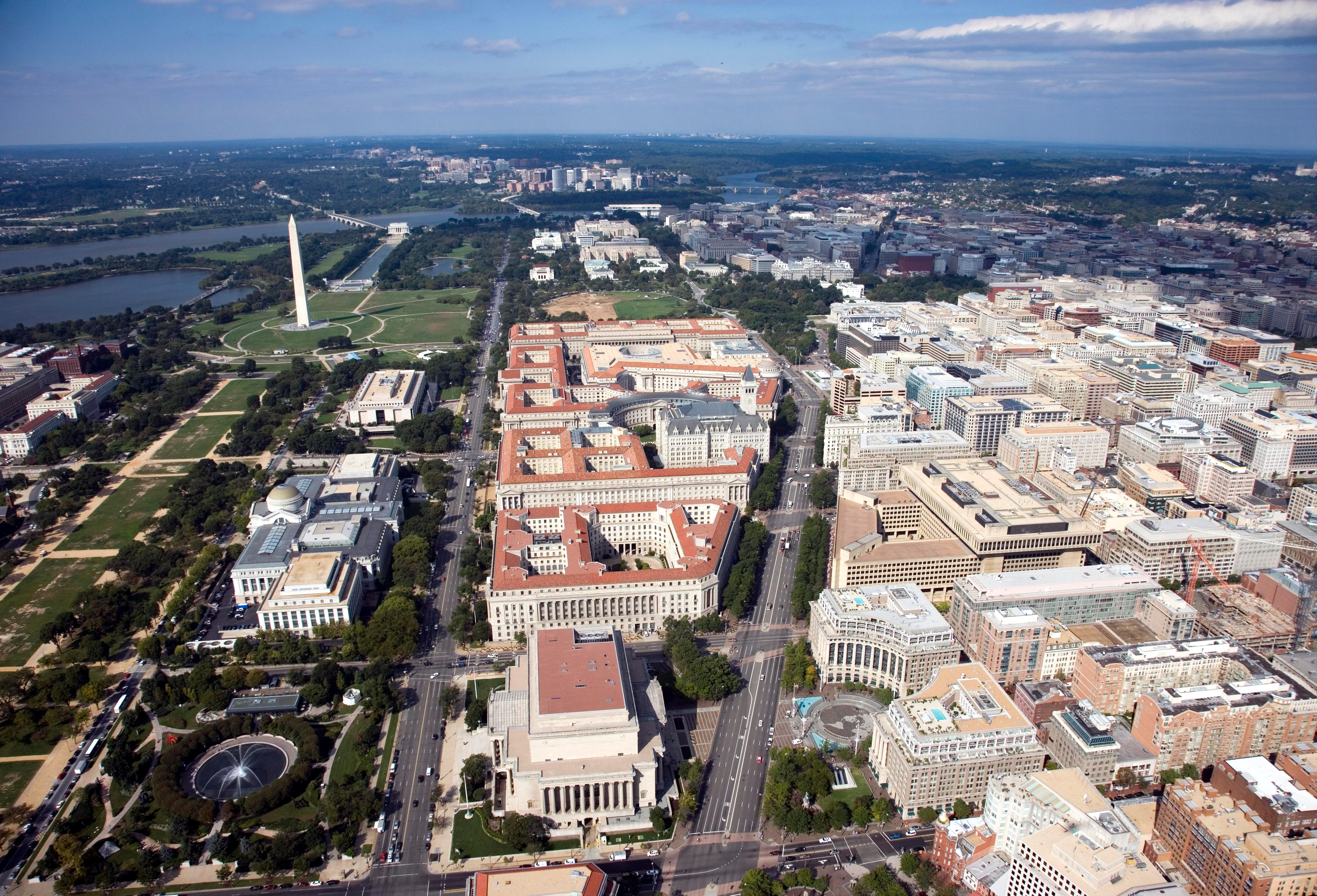
Le Triangle fédéral avec la Constitution Avenue sur sa partie gauche.
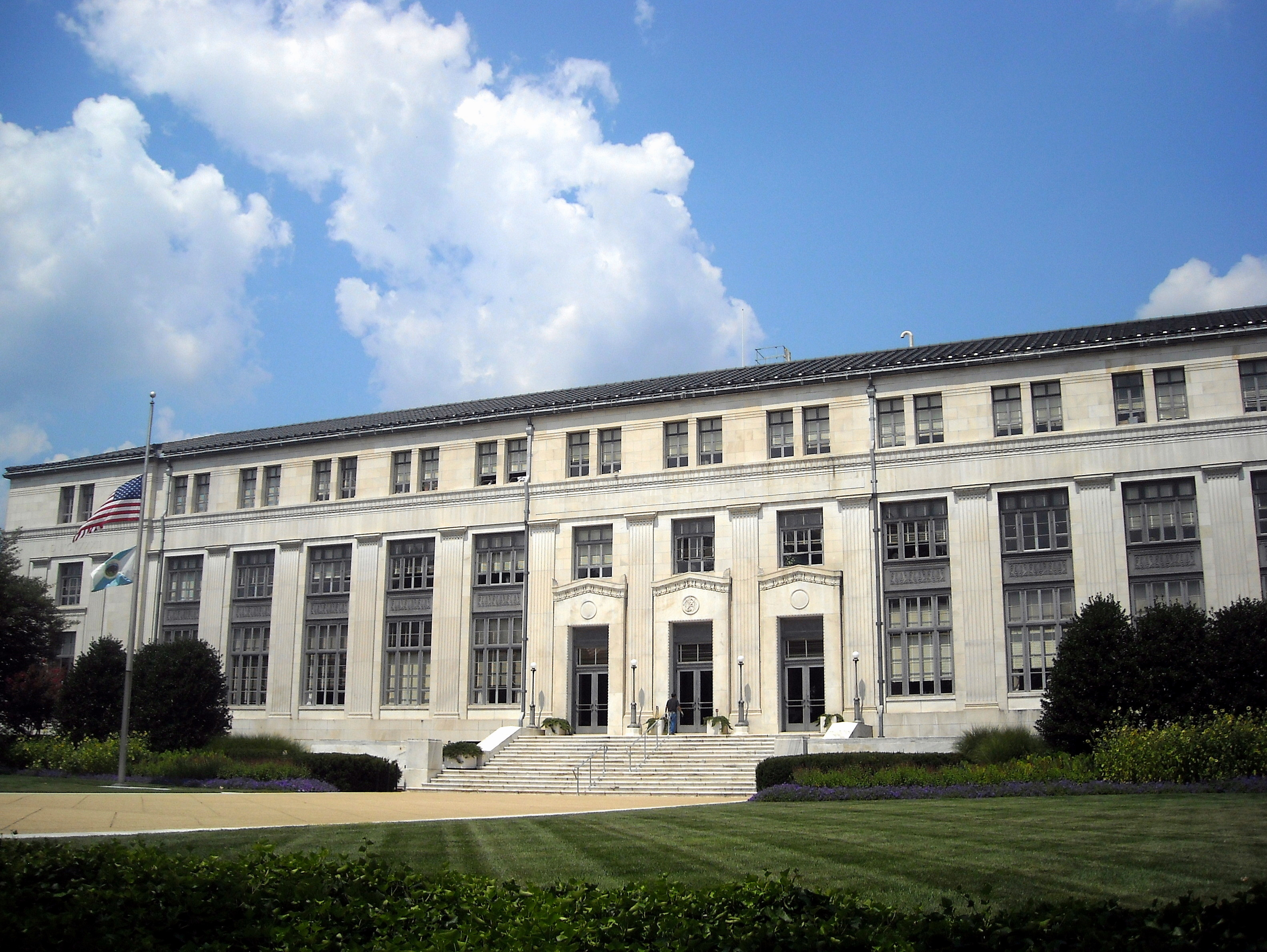
Le United States Public Health Service Building, sur Constitution Avenue.